# Río Callería
Der Río Callería ist ein etwa 235 km langer rechter Nebenfluss des Río Ucayali im Osten von Peru in der Provinz Coronel Portillo der Region Ucayali.

## Flusslauf
Der Río Callería entspringt in einem Höhenrücken im Norden der Provinz Coronel Portillo auf einer Höhe von etwa 400 m. Das Quellgebiet befindet sich im Amazonastiefland im äußersten Norden des Distrikts Callería etwa 50 km von der brasilianischen Grenze entfernt. Der Río Callería fließt anfangs nach Süden. Bis Flusskilometer 100 verläuft der Fluss innerhalb oder entlang der Grenze des Nationalparks Sierra del Divisor. Bei Flusskilometer 55 wendet sich der Río Callería in Richtung Westsüdwest. Der Río Callería erreicht das Sumpfgebietareal östlich des Río Ucayali, das von dessen früheren Altarmen durchzogen ist. Bei Flusskilometer 30 wendet sich der Río Callería allmählich nach Norden, um auf seinen letzten 20 Kilometern einen früheren Ucayali-Altarm in nordwestlicher Richtung zu durchfließen und schließlich 40 km nördlich der Regionshauptstadt Pucallpa in den Río Ucayali zu münden. Der Río Callería weist entlang seinem Ober- und Mittellauf ein stark mäandrierendes Verhalten mit zahlreichen Flussschlingen auf.

### Jüngere Geschichte
Der Río Ucayali ändert relativ häufig seinen Flusslauf. Noch vor wenigen Jahren mündete der Río Tacshitea in den Unterlauf des Río Callería. Der Flussbogen des Río Ucayali nahe der Mündung des Río Callería hat sich in den letzten Jahren nach Norden verlagert. Seither münden beide Flüsse, der Río Tacshitea und der Río Callería, direkt in den Río Ucayali.  

## Einzugsgebiet
Der Río Callería entwässert ein Areal von ungefähr 3000 km². Dieses liegt im Norden des Distrikts Callería und ist mit tropischem Regenwald bedeckt. Das Einzugsgebiet grenzt im Nordwesten an das des Río Cashiboya, im Norden an das des Río Tapiche, im äußersten Nordosten an das des Río Yurúa sowie im Osten und im Süden an das des Río Utiquinia.